# Вулиця Героїв Маріуполя (Хмельницький)
Вулиця Героїв Маріуполя — вулиця у Хмельницькому, що пролягає в центральній частині міста — від вулиці Грушевського до вулиці Завадського.

## Історія
У XIX столітті була складовою частиною Бульвару (з 1880-х років — Старобульварна вулиця), який прокладений відповідно до плану забудови міста від 1824 року. У 1926 році Старобульварну вулицю поділено на три частини, одна з яких отримала назву провулок Медведівський (нині — вул. Європейська), друга — вулиця Дзержинського (нині — вул. Свободи), а за третьою залишилася назва Старобульварна. У 1961—2022 роках вулиця мала назву на честь першого у світі космонавта Юрія Гагаріна.
15 квітня 2022 року міський голова повідомив про наміри перейменувати вулицю на честь героїв Маріуполя.

## Пам'ятки архітектури
Вулиця Героїв Маріуполя, 3
За цією адресою розташований Хмельницький міський виконавчий комітет. Він займає приміщення колишнього Олексіївського реального училища, яке відкрили 1904 року й на честь спадкоємця престолу — царевича Олексія найменували Олексіївським. Училище мало 6-річний курс навчання і давало реальну (від лат. realis — дійсне) середню освіту з технічним нахилом. Навчалося до 300 учнів. Серед останніх випускників училища був майбутній письменник Микола Трублаїні, автор відомих творів «Лахтак» та шхуна «Колумб». З перших днів радянської влади училище припинило своє існування. Його приміщення займала школа, пізніше — партійні та комсомольські установи, а з 1986 року — Хмельницький міськвиконком.
Вулиця Героїв Маріуполя, 4
Палац урочистих подій — одна з найгарніших архітектурних пам'яток міста. Побудований у 1903 році, належав одному з проскурівських лікарів. З початку першої світової війни будинок перейшов у військове відомство, і з 19 липня 1914 року в ньому розташувався штаб 8-ї армії Південно-Західного фронту під командуванням генерала Олексія Брусилова. З 1921 року передано в розпорядження дивізії Червоного козацтва — тут облаштували квартири для командного складу червоних козаків. Після другої світової війни в будинку деякий час були квартири вищих обласних партійних посадовців, а згодом розташувалася міська дитяча лікарня. З 2001 року розмістився палац урочистих подій.
Вулиця Героїв Маріуполя, 7
Обласна філармонія — одна із найкращих будівель вулиці Героїв Маріуполя — невелика площа на перетині з вулицею Кам'янецькою, яку прикрашають пам'ятник Богдану Хмельницькому і, безумовно, велична споруда обласної філармонії. У другій половині XIX століття на цьому місці був величезний пустир, який мав цілком офіційну назву — Кінна площа. Тут у ярмаркові дні продавали коней, вози, брички, кінську упряж та інший відповідний інвентар. На початку XX століття, після перенесення торгівлі конями в район Фельштинського переїзду (нині — місце переходу через залізничні колії шляхом на речовий ринок), на Кінній площі був влаштований лісозаготівельний склад, а згодом вона поступово забудовується переважно одноповерховими будинками. Нового вигляду площа набула у 1960 році: на розі вулиць Фрунзе (нині — вул. Кам'янецької) та Гагаріна (нині — Героїв Маріуполя) завершилося будівництво величної споруди із залом на 750 місць для потреб музично-драматичного театру імені Петровського. Театр перебував тут понад 20 років та у 1982 році переїхав у нове приміщення, а будівля на вулиці Героїв Маріуполя, 7 перейшла у розпорядження обласної філармонії.

## Галерея

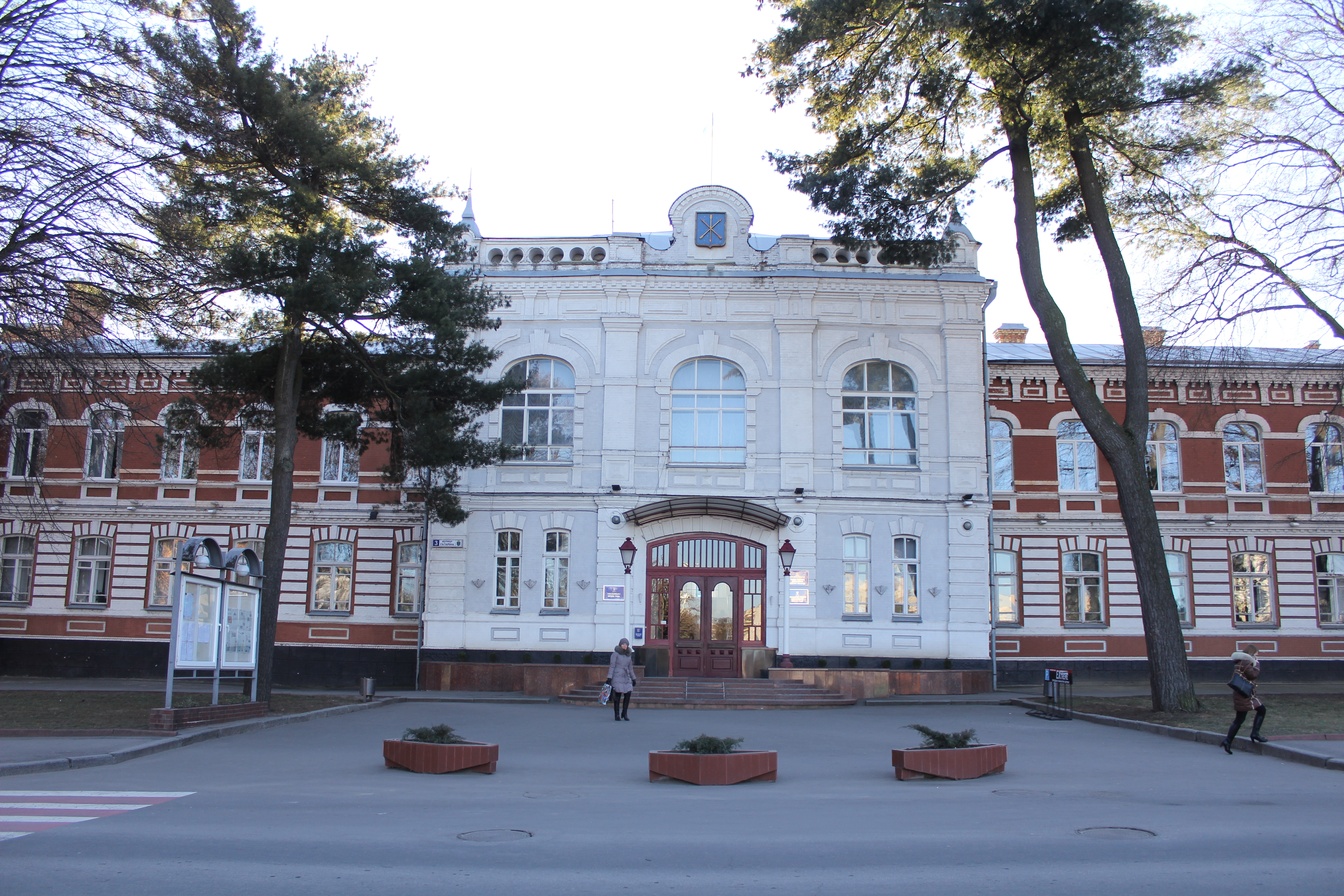
Героїв Маріуполя, 3 — колишнє реальне училище (нині — будівля міської ради)
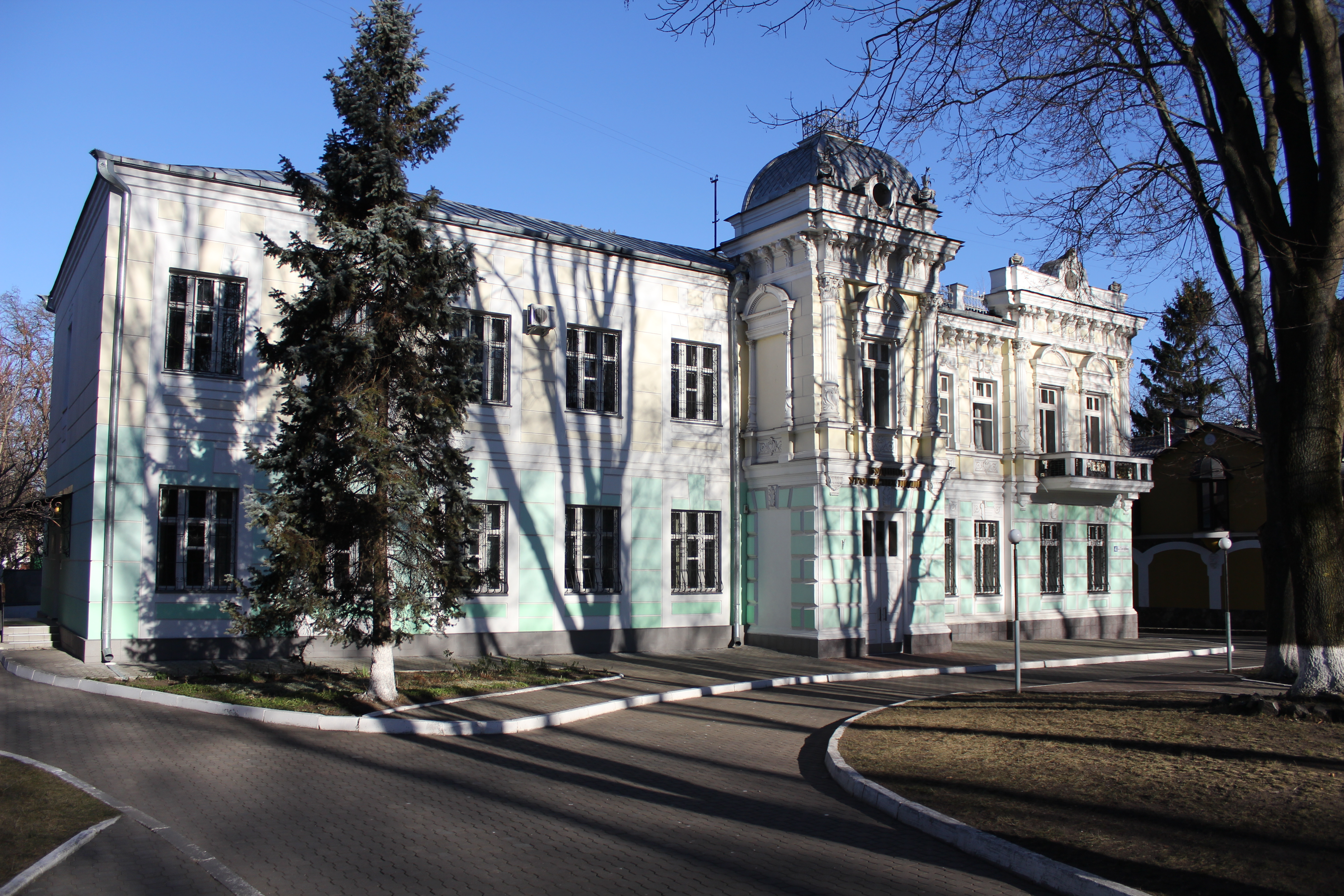
Героїв Маріуполя, 4 — Палац урочистих подій
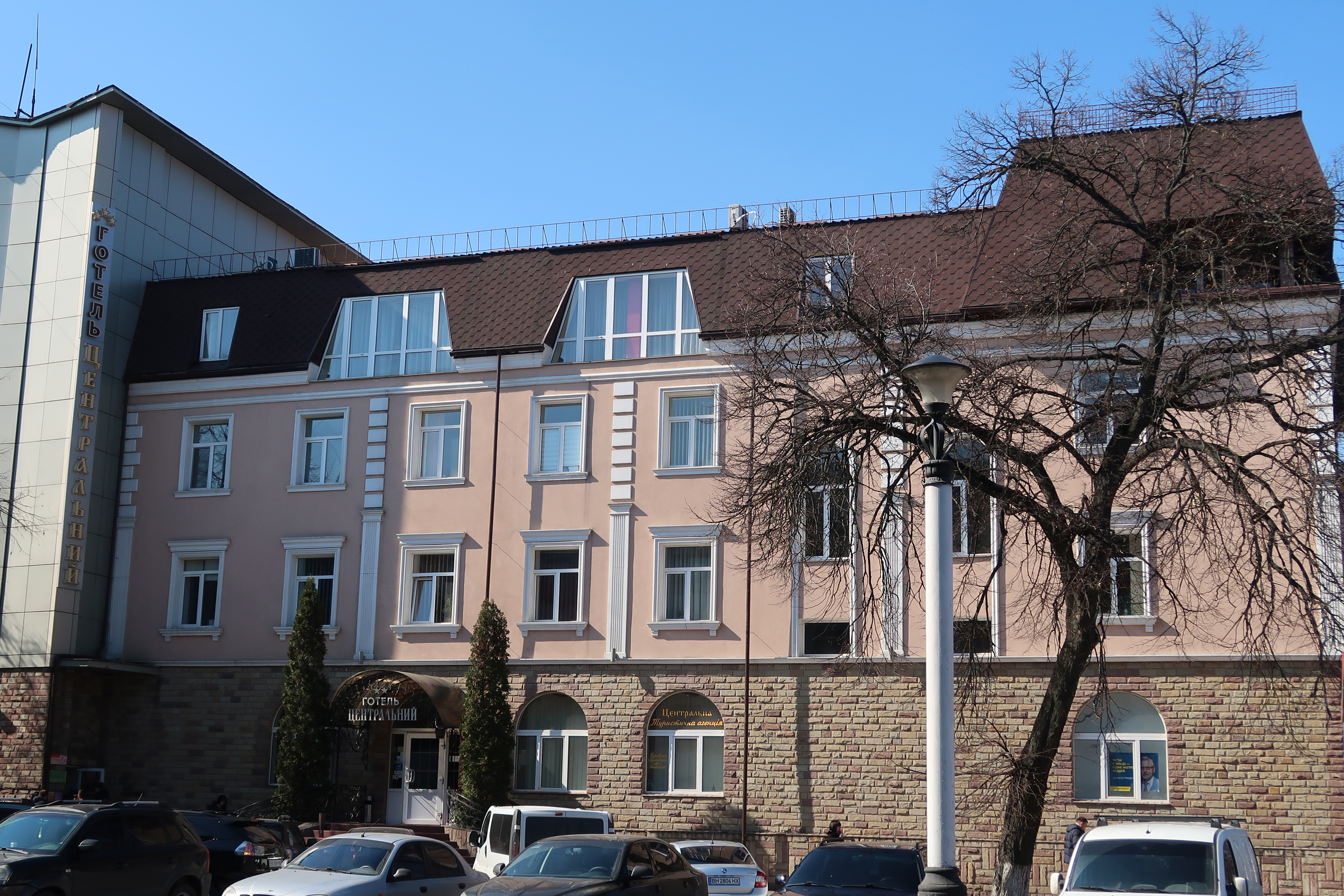
Героїв Маріуполя, 5 — готель «Центральний»
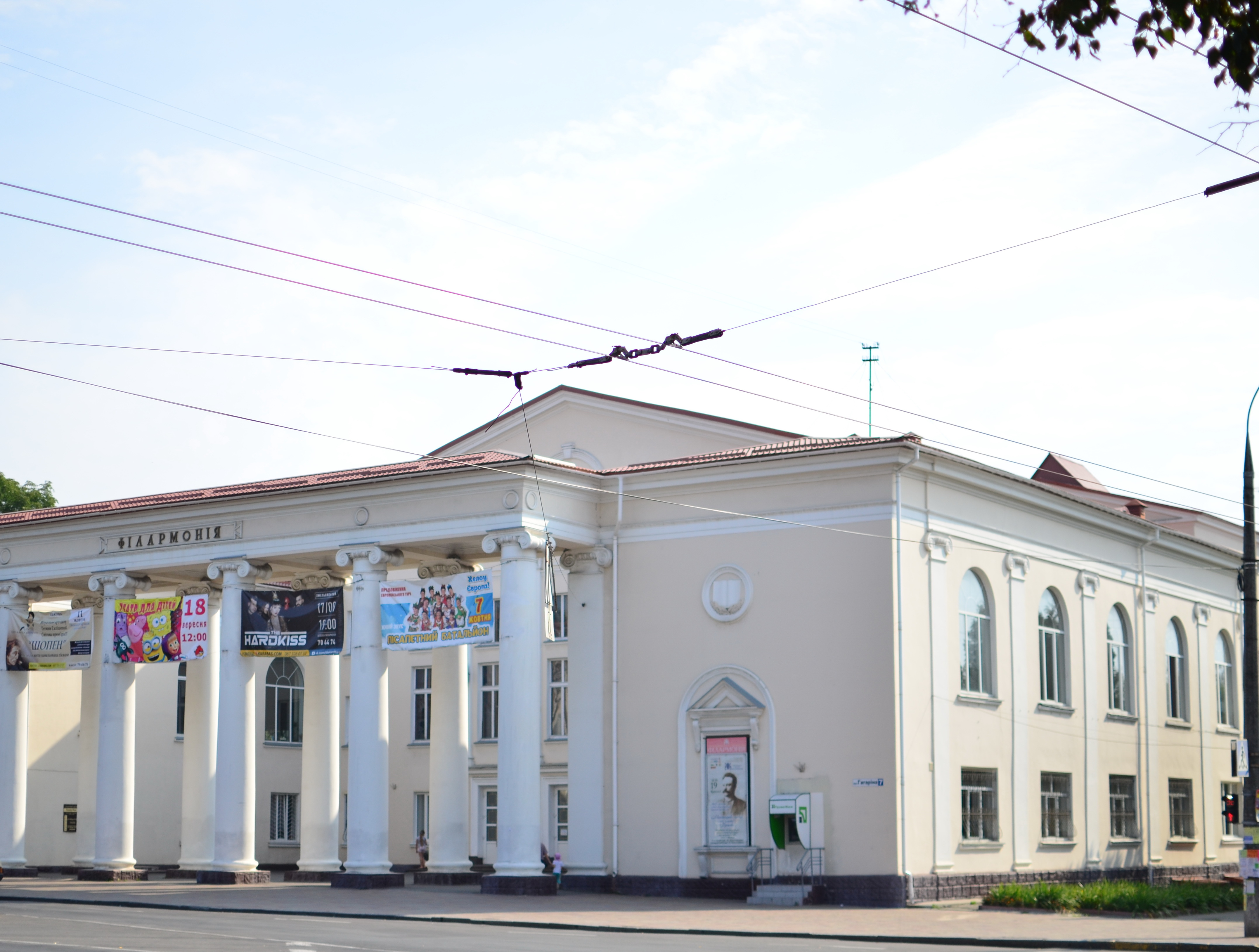
Філармонія на вулиці Героїв Маріуполя
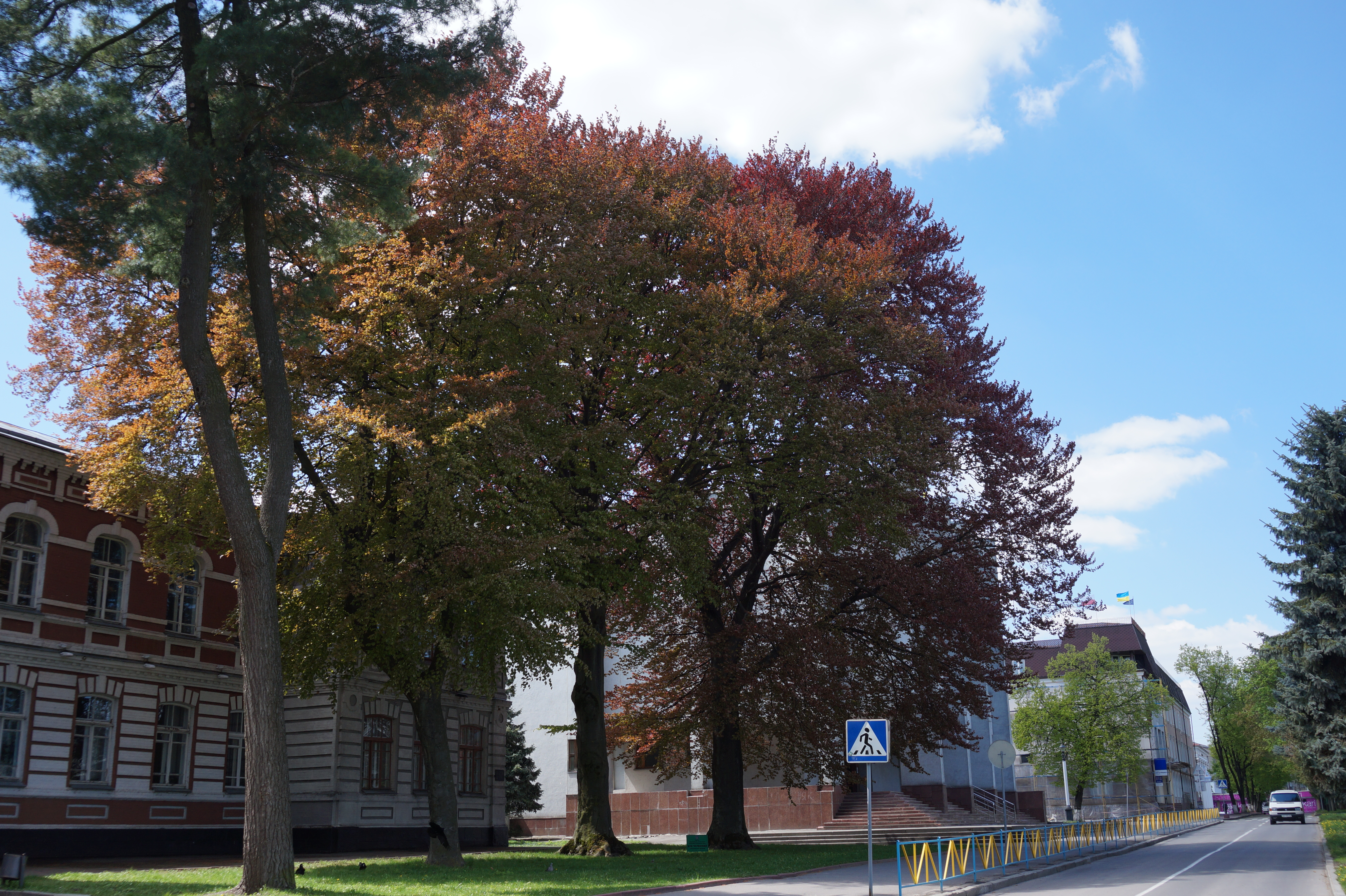
Бук червоний на вулиці Героїв Маріуполя
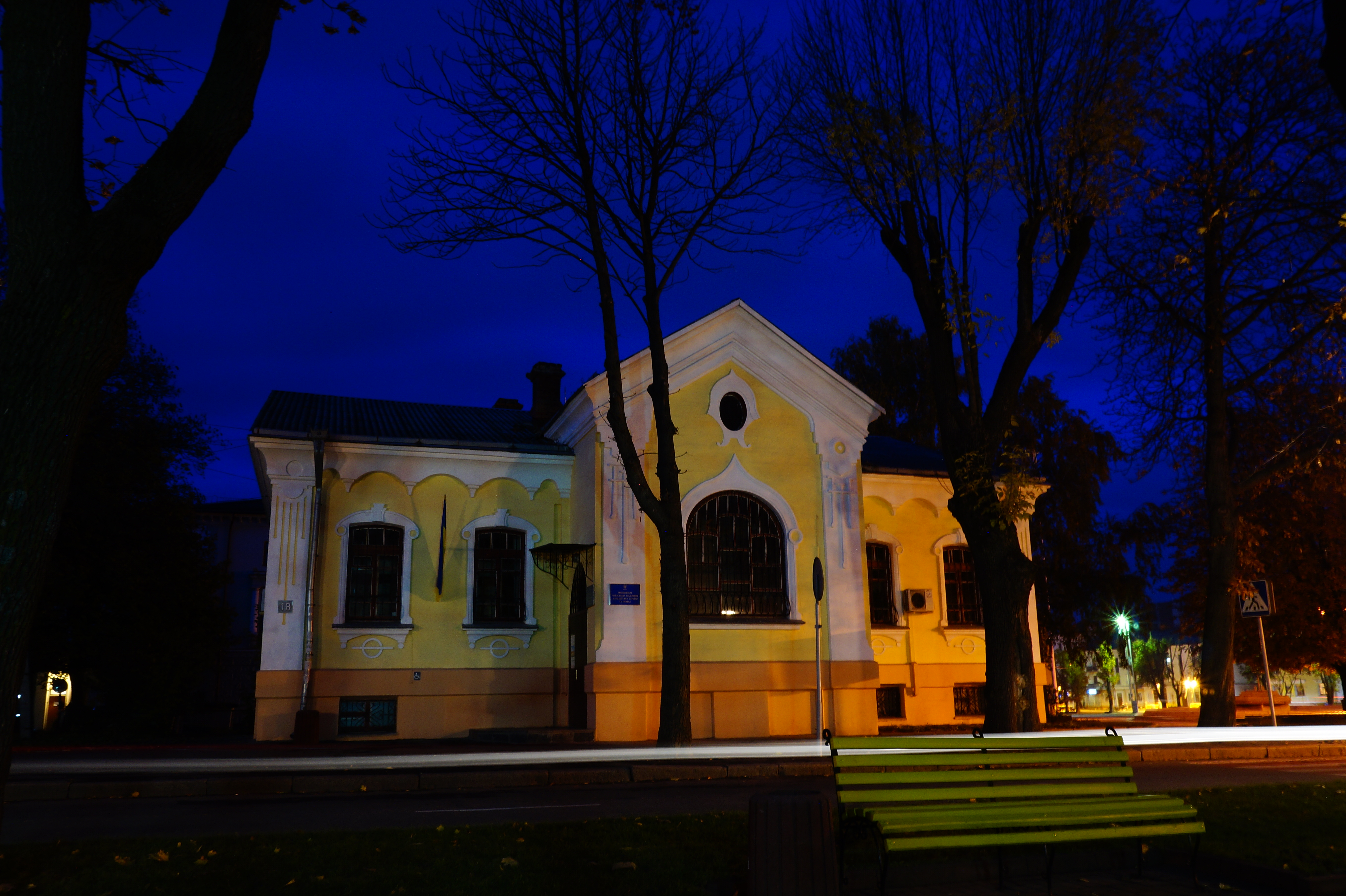
Будинок на вул. Героїв Маріуполя, 18